# ニコラス・トンプソン
ニコラス・トンプソン(Nicholas Thompson、1982年12月25日-)は、アメリカ合衆国のプロゴルファーで、PGAツアー及びウェブドットコムツアーで活躍する。
トンプソンはプランテーション (フロリダ州)で生まれ、2005年にジョージア工科大学を卒業して経営管理の学位を取った。2002年にはACCチャンピオンシップチームのメンバーとなり、卒業後にプロ転向した。
トンプソンは、2005年にクオリファイングトーナメントで3位となり、2006年のPGAツアー出場権を獲得した。2006年には、32戦で15度しか予選落ちせず、1度は10位以内に入ったが、最終的に賞金ランキングは180位に終わったため、翌年の出場権を得られなかった。2007年にはネーションワイドツアーに参戦し、HSBCニュージーランドPGAチャンピオンシップで1勝を挙げ、最終的に賞金ランキングで6位となって2008年のPGAツアー出場権を獲得した。2008年には、10以内に6度入り、その中には、このシーズンのフェデックスカップ初戦であるザ・バークレイズの7位タイがあった。この成績で、彼はフェデックスカップのランキングが20位に急上昇し、最終的には41位で終わった。このシーズンの後半、彼はギン・シュール・メール・クラシックでライアン・パーマーに次ぐ2位タイに入り、最大の賞金27万6000ドルを獲得した。2005年のプロ転向以来、現在までに300万ドル以上を稼いでいる。
2008年の成功以降、トンプソンはPGAツアーで苦戦するようになった。2009年には10位以内に1度しか入れず、賞金ランキングで辛うじて出場権を守った。2010年にも、チューリッヒクラシック ・オブ・ニューオリンズで1度10位以内に入っただけだった。

## 家族
妹のアレクシス・トンプソンは、2007年に史上最年少で全米女子オープンに出場したゴルファーである。ニコラスはその週のネーションワイドツアーの大会に向かう前に、練習ラウンドにつきあった。彼女は2008年には全米女子ジュニアチャンピオンシップを制した。弟のカーティスは、ルイジアナ州立大学で男子ゴルフチームに所属している。

## 勝利

### アマチュア
- 2005年 ジョーンズカップ招待

### プロ
- 2007年 HSBCニュージーランドPGAチャンピオンシップ

### 団体
- 2005年 ウォーカーカップ